# Гамбара, Гастоне
Гасто́не Га́мбара (итал. Gastone Gambara; 10 декабря 1891, Имола, Болонья — 27 февраля 1962, Рим) — итальянский военный деятель, генерал армии.

## Начало карьеры
Окончил школу сержантов, затем военную академию в Модене (октябрь 1911 — январь 1913), после служил младшим лейтенантом в 3-м батальоне альпийских стрелков.
Участник Первой мировой войны. В январе 1915 года — капитан, после ранения служит в тыловых частях, до 1917 года. Затем, будучи произведен в майоры командует 29-й штурмовой группой. Менее чем за год (март — ноябрь 1918 года) получает три Серебряные медали. Войну заканчивает, командуя горнострелковым батальоном «Эдоло», который покидает в 1923 году для прохождения обучения в Туринском военном училище, которое оканчивает в ноябре 1925 года. Некоторое время служит в 6-м альпийском полку в Бергамо.
В 1927 году окончил Высшую военную школу. Служит инструктором в вооружённых силах Албании.
С августа 1935 по 19 января 1937 года — принимает участие в войне с Эфиопией, за которую награждён Рыцарской степенью Савойского военного ордена.
Участник Гражданской войны в Испании. В 1937 году возглавлял Штаб экспедиционного корпуса итальянских войск в Испании, а в 1938—1939 годах командующий данного корпуса. Награждён Командорским знаком Савойского военного ордена и произведен в бригадные генералы. После окончания Гражданской войны в Испании с июля 1939 по июнь 1940 года занимал пост посла Италии в Испании.

## Африканская кампания
Во время кампании во Франции в 1940 году командовал XV корпусом.
После поражений, нанесенных итальянским войскам греками в 1941 году, Гамбара, как один из наиболее талантливых генералов, был назначен 5 февраля 1941 года командиром VIII корпуса, сражавшегося в составе 11-й армии генерала К. Джелозо.
11 мая 1941 года переведен в Северную Африку на должность начальника штаба главнокомандующего итальянскими войсками генерала Этторе Бастико, так как Бастико практически устранился от командования Африканским корпусом, Гамбара фактически возглавил корпус. С 1941 года командовал ХХ моторизированным корпусом.

## Европейская кампания
6 марта 1942 года отозван из Африки и назначен командующим XI корпусом, дислоцирующимся в Словении. Принимал участие в боевых действиях против словенских и хорватских партизан. До конца оставался сторонником фашистского движения. После сентября 1943 года, оставив свои части в Словении, принимал активное участие в формировании вооружённых сил Итальянской социальной республики (ИСР). В 1943—1945 годах — начальник Генштаба армии ИСР.

## После войны
После окончания Второй Мировой войны Югославия требовала выдачи Гамбары для суда по обвинению в военных преступлениях, однако власти Италии это требование не удовлетворили. 